# HK G28狙擊步槍
HK G28（最初稱為DMR 762；黑克勒&科赫內部命名：HK241）是一款由德国槍械公司黑克勒&科赫所研製及生產的軍用型精確射手步槍，在2011年10月法国巴黎召開的國際軍警保安器材展（英語：MILIPOL，意為：Military and police）向公眾首次展出，其後再在2012年1月位於美国内华达州拉斯維加斯舉辦的SHOT Show（美國著名槍展）上推出。該槍是MR308（HK417戰鬥步槍民用型）的精確射手步槍型版本，發射7.62×51毫米北約口徑制式步枪子彈。

## 歷史
冷战時期，G3A3ZF狙擊步槍（即裝上了瞄準鏡的G3A3，ZF為瞄準鏡的德文“Zielfernrohr”簡寫）和G3SG/1狙擊步槍都曾經是德國聯邦國防軍（以下簡稱為「德軍」）的標準狙擊步槍，它們配備了6×42毫米瞄準鏡的時候具有達到600公尺（656.17码，1,968.5英尺）的有效射程。
自德軍部署到阿富汗後的相當長一段時期內，德軍為其步兵班組中的精確射手配備的都是G3A3ZF狙擊步槍，於班組級的精確射擊上使用。然而實戰中德軍發現，當地多塵的高原山地環境對狙擊步槍的精度造成較大影響，因此德軍一直希望為其部隊配備一種適應當地氣候和環境的狙擊步槍。為了儘快部署部隊，德軍選擇以G3A3ZF狙擊步槍為藍本，並在4個月的時間以內完成了新槍的研發和部署。新槍也被稱為G3A3ZF-DMR，仍然發射7.62×51毫米北約口徑制式步枪子彈，並且於2010年12月投入駐阿富汗的德軍服役。
G3A3ZF-DMR精確射手步槍的改進包括改用德國施密特-本德爾警用神槍手二型（Police Marksman II，簡稱：PM II）3—12×50狙擊用途可變倍率光學瞄準鏡、採用哈里斯兩腳架以及可調節式槍托托腮板。然而，由於該槍仍然是以早期型號的G3A3ZF為原型，因而在部署部隊以後招致多種批評。
黑克勒&科赫原本在2010年以HK417參與G27是预定要代替原装备的G3的DMR步枪，但因精度不过关而在2010年时被德军宣布競爭失敗，不過在2011年德國聯邦國防軍宣布HK417的民用型MR308比賽型步槍被選用並且命名為G28。接著國防軍採購了560套，並附有全套配件，包括一部激光測距儀和夜視鏡。目前給德軍駐阿富汗的步兵使用。

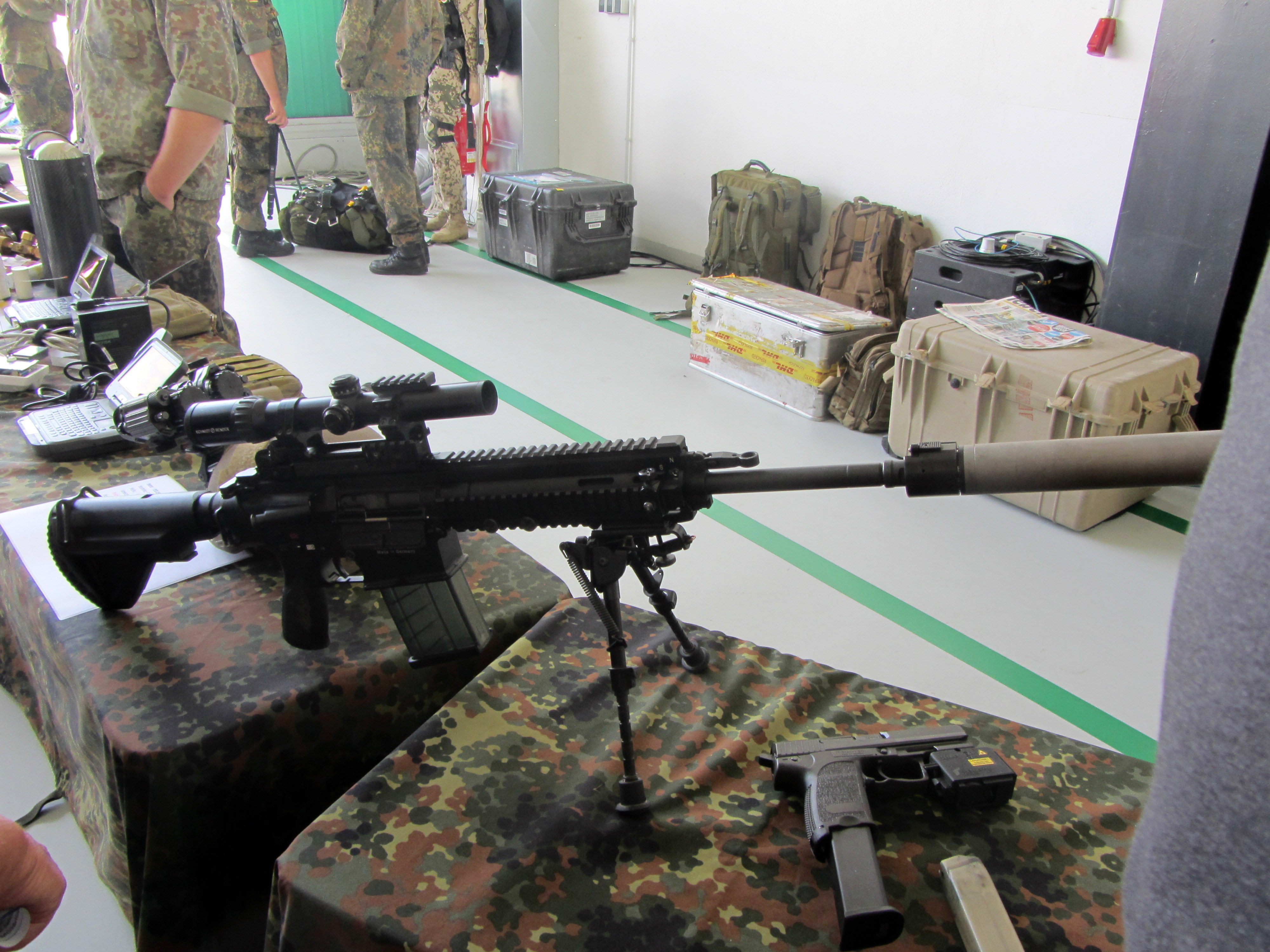
HK G27P

原G27則在德軍駐阿富汗部隊的HK G36出現可靠性問題以後，將在此之前曾測試操作、而現在作為緊急替換HK G36的武器，並命名為「G27P」。德國聯邦國防軍駐阿富汗部隊已經訂購600枝作為替換HK G36的臨時更新武器，2015年時已經交付60枝。其中「P」為「Patrolien」（德文“巡邏”的意思）的縮寫，配備與G28相同長度的420毫米（16.5英吋）槍管。順帶一提，在2015年當前推出的“G27P”配備了HK417A2以前的型號上，四邊皆是皮卡汀尼導軌的護木和下機匣。
2014年，黑克勒&科赫再以改進護木及下機匣而研發的G28E，參與2012年美国陆军緊湊型半自動狙擊系統（Compact Semi-Automatic Sniper System，CSASS）計劃採用試驗。最終在2016年3月，HK G28E擊敗了FN CSR-20、SIG MCX-MR狙擊型、雷明登RSASS等樣槍，贏得緊湊型半自動狙擊系統項目，獲美國陸軍命名為M110A1，將取代原M110 SASS。。
2017年10月，黑克勒&科赫已將G28的公司內部編號變更為HK241，儘管G28仍然是聯邦國防軍的命名。

## 設計細節

### 特徵
HK G28是由HK417的民用比賽型步槍MR308發展改進而來的衍生型，採用半自動方式，仍然發射7.62×51毫米北約口徑制式步枪子彈。HK417與傳統的德製單兵槍械不同，具有典型的美製AR系槍械血統。
HK G28採用短衝程活塞傳動式系統，比AR-10、M16及M4的導氣管傳動式更為可靠，有效減低維護次數，從而提高效能。
全槍以RAL8000作為配色HK原廠稱為「綠棕色」（Green/Brown）塗裝，此款色號為RAL8000的塗裝，符合近代沙漠作戰常見的隱蔽色，也具有抗UV、極端氣候耐候性、防起泡的功能，比較特別的是上下身之所以不同色是因為材料不同，下身為鋁合金陽極色，上身為不銹鋼製，不銹鋼機匣無法陽極只能採用烤漆處理。
HK G28的精度與MR308相仿。使用開尖型（英語：Open Tip Match，簡稱：OTM）、空尖艇尾型（英語：HP-BT）或塞拉利昂（英語：Sierra）比賽之王（英語：MatchKing）彈藥發射10發時應能達到原廠保證最大射擊精度為100公尺（109.36码，328.08英尺）內散布範圍為45毫米（1.5MOA）的最高標準。除了對600公尺（656.17码，1,968.5英尺）距離上的頭部大小目標具有較高的首發命中概率以外，還可以精確打擊在800公尺（874.89码，2,624.67英尺）距離上的人型大小目標。除了可以由一人單獨執行作戰任務，也可以作為二人狙擊小組武器。
HK G28使用了STANAG 4694北約附件導軌，該導軌接口系統可以與STANAG 2324或MIL-STD-1913戰術導軌配件兼容。HK G28約120件（75％）的零部件可以與HK417通用。
HK G28主要用於裝備部隊精確射手，以彌補5.56×45毫米北約口徑步槍在400公尺（437.45码，1,312.34英尺）以上殺傷力空白。

### 定位
HK G28精確射手步槍有力補充了現有的步兵武器性能，為其提供了在單兵標準突击步枪射程之外的精確射擊能力。它用於裝備步兵班組中的特等射手，使其具備600公尺（656.17码，1,968.5英尺）範圍以內精確射擊能力。
在戰鬥中，精確射手步槍的典型目標通常是經觀察判定對其所在班組威脅最大的人員。根據德軍《步槍使用手冊》的表述，精確射手步槍的主要目標應是敵方處於隠蔽位置的狙擊手，其次則是敵方中等距離內的技術裝備，包括戰鬥車輛的光學觀察設備等。該手冊也提及最適宜此步槍射擊的目標距離在250—600公尺（273.4—656.17码，820.21—1,968.5英尺）。
当小分隊陷入與敵方的交火的時候，分隊指揮官將為分隊以內的精確射擊小組指定射擊目標，精確射擊小組會使用HK G28精確射手步槍實施精確的壓制性射擊，特別是在己方戰鬥班組處於防禦陣地的時候，特等射手與班組的机枪支援火力將為分隊提供壓制掩護，同時亦可獨立擔負觀察敵情的任務；而在進攻性戰鬥之中，特等射手或跟隨部隊，或位於隱蔽陣位，為進攻部隊提供火力壓制與掩護，其射擊對象包括敵方的基層軍官、狙擊手、班組支援機槍射手等重要目標。

### 槍管和槍口裝置
不論是標準型或巡邏型，HK G28的槍管長度是420毫米（16.5英吋），比HK417偵察型（Recce）的槍管長12.7毫米（0.5英吋），採用先進的錘鍛式技術製造，而且槍管的外表面具有4條縱向長型散熱凹槽，既能夠減輕重量也增加了剛性，而且提高了散熱效率，其內膛亦經鍍鉻處理。槍管整體設計和製造工藝遵循北約「ST标准化协议」（STANAG）2310輕武器製造標準，並已經通過了使用北約AB22全金屬被甲（Full Metal Jacket，簡稱：FMJ）彈藥的NATO-AC225/D14槍管阻塞測試。其槍口裝置是採用黑克勒&科赫全新設計、一個與M16步槍類似的鳥籠型消焰器，據稱其既具有消焰功能，還有助於提高射擊精度，亦預留裝上消聲器的空間。

### 導氣系統
HK G28的導氣系統為兩檔可調，以適應在加裝消聲器以後的射擊，使用者無需工具即可輕鬆調節。

### 機匣
HK G28的上機匣是由不鏽鋼所製成。下機匣亦採用高強度鋁合金所製造，與其他AR系步槍一樣，主要容納扳機組件和彈匣插座。
HK G28的上、下機匣通過兩對黑克勒&科赫新設計並取得专利的快速拆裝螺栓固連在一起，此專利螺栓可有效防止兩部件間的鬆動。

### 護木
HK G28有兩種護木可以使用。其中標準型和巡邏型最重要的差別點亦在這部份。標準型使用的是長護木，而巡邏型則使用短護木。標準型的長護木中間亦具有方便調節導氣裝置的空間。
兩種四面帶有導軌的護木都是由高強度航空铝製成，護木上方導軌與機匣頂部導軌連為一體。
雖然HK G28由於在槍管上設有活塞傳動系統，因此槍管並非自由浮動式，但護木則是自由浮動式結構。這樣的結構設計也是為了儘量減少外部零件對槍管的影響，以提高射擊精度。

### 槍托
HK G28後部的槍托仍保持經典型AR系槍械設計，與M4卡賓槍的4段伸縮式槍托相似，但HK G28的槍托為改進自HK416、HK417上自行設計的第二代伸縮式槍托，其長度可5段式調節，適度不同使用者的抵肩位置，而且被原廠方面命名為可調節式狙擊型槍托（Adjustable Sniper Buttstock，簡稱：ASB）。這與SR-25、M110、雷明登R11 RSASS等衍生自AR-10的狙擊型步槍使用固定型槍托不同。
槍托底板設有降低後座力的合成橡膠製緩衝墊，標準型的槍托為凹型，而巡邏型則是凸型。調節時只需轉動槍托後部的調節手輪即可。
槍托尾部上方左右兩側也各設有一個長條形槍背帶環，兩側後方的槍背帶環的設置讓使用者有更多按照個人習慣選擇加裝槍背帶的空間。HK G28的槍背帶環可根據需要設置於武器的任意一側，方便左右兩手使用。
標準型的槍托配備了槍托底板（英語：Buttplate）的調節高度內六角扳手凹槽和托腮板的調節高度手輪作為其槍托的一部份。而巡邏型則在槍托內部設有一個附件存儲空間，讓使用者在內放置隨槍提供的清槍及維修配件、備用电池或其他小型套件，士兵不需要把步槍和相關配備分開攜帶。

### 擊發機構
HK G28的扳機為兩道火扳機，扳機扣力從25—28牛頓（5.62—6.29磅力）之間可調。

### 快慢機
HK G28的快慢機具有保險和發射兩種發射模式。從最前方的保險位置調節到發射位置旋轉約90°。快慢機位於兩側手槍握把上方，可以由拇指調整操作，方便左右兩手使用。每個發射模式選擇的位置上都採用了黑克勒&科赫獨特的子彈形表示標誌作為標記，它也可以充當為一個安全說明書，以防止無意之間發射。

### 手槍握把
HK G28的手槍握把為沿用自HK416上自行設計的手槍握把，只是取消了原有的一個手指凹槽。手槍握把採用具有啞光表面處理的聚合物製造，握持起來非常舒適。中空的手槍握把內部還可作為附件存儲空間，讓使用者可以用以在內放置備用电池或是備用彈藥。整個手槍握把的人體工程學設計比M16A4步槍／M4卡賓槍所使用的A2型握把更為出色。除了原廠設計的手槍握把以外，亦可以安裝任何種類的AR-15／M16步槍的手槍握把。

### 狙擊鏡
HK G28標準型使用的瞄準具為德國施密特-本德爾警用神槍手二型（Police Marksman II，簡稱：PM II）3—20×50 G28型狙擊用途可變倍率光学瞄准镜。而巡邏型則是警用神槍手二型1—8×24 G28低倍率可變倍光學狙擊鏡。與全槍一樣的是狙擊鏡本體和具有兩個瞄準鏡安裝環的連接裝置的塗裝為RAL 8000型沙色，狙擊鏡可由保護套罩住以保護狙擊鏡。
警用神槍手二型G28型可變倍光學狙擊鏡高低調節手輪除了設計有每個檔位為0.1密位調節刻度以外，還設計有100公尺（109.36码，328.08英尺）至800公尺（874.89码，2,624.67英尺）的快速射表外裝定功能。加裝後可在800公尺（874.89码，2,624.67英尺）的有效射程以內提供精確火力壓制。瞄準鏡安裝環是用以裝上HK G28機匣上的MIL-STD-1913戰術導軌接口。瞄準鏡和安裝環是利用兩個側鎖槓桿緊鎖在HK G28的皮卡汀尼導軌上，使射手能夠在光學狙擊鏡嚴重損壞的情況下、分解及整備武器時或在運輸武器的過程當中快速拆除光學狙擊鏡。加上護木上方的戰術導軌長度就可以使用流行的前後串連式安裝光學瞄準具，前後串連式安裝配置模式可以擴大瞄準具附件的加裝應用模式。
標準型在後面的瞄準鏡安裝環上方還整合了一小段小型適配導軌用以裝上一具Aimpoint Micro T-1小型紅點瞄準鏡，而且在目鏡前與物鏡後都裝有沙色斜型遮陽罩，主要是為了在對付150公尺（164.04码，492.13英尺）以內突然出現目標的近距離格鬥作戰或在狙擊鏡嚴重損壞的緊急情況下用作輔助瞄準用途。前面的瞄準鏡安裝環上方亦整合了一小段小型適配導軌用以裝上頭盔式夜視鏡，裝上以後搭配小型紅點瞄準鏡就可組成夜間150公尺（164.04码，492.13英尺）以內的瞄準射擊系統。
機匣上方的導軌還可安裝Qioptiq Merlin Long Range公司的輕量型微光夜視鏡，或L3-Insight公司的被動紅外觀察裝置CNVD-T3。兩種系統都可安裝在槍械上，並且與德國施密特-本德爾警用神槍手二型可變倍光學狙擊鏡配合使用。紅外觀察裝置的觀察距離超過800公尺（874.89码，2,624.67英尺）賦予HK G28在低能見度、夜間或極端天氣條件以下的觀察和精確射擊能力。

### 附件
機匣、前托以至導氣組件前端的導氣箍頂部（12點位置）裝有全長的STANAG 4694北約附件導軌，HK G28沒有內置其機械瞄具，必須利用其機匣頂部所設有的一條全長式STANAG 4694北約附件導軌安裝日間／夜間望遠式狙擊鏡、光学瞄準镜、反射式瞄準鏡、棱鏡式瞄準鏡、夜視儀、热成像仪和／或以戰術導軌安裝的機械瞄具作為HK G28的瞄準具，亦可以使用流行的前後串連式安裝配置模式擴大瞄準具附件的加裝應用模式。HK G28可以單件式雙瞄準鏡安裝環式瞄準鏡座固定狙擊鏡，還預留了帶彈道計算軟件的个人数码助理或小型紅點鏡的連接點。而護木下方和兩側都整合了STANAG 4694北約附件導軌，以便安裝前握把、兩腳架（例如哈里斯兩腳架）、戰術燈、雷射瞄準器（LAM）以至榴彈發射器。HK G28還配有導軌護蓋，不使用導軌時，可蓋上護蓋，便於握持携行。
德國聯邦國防軍所使用的HK G28更配備了兩個特殊硬式攜帶盒，內部可存放許多額外的設備配件。一個較長的用於存放步槍，另一個則用於存放執行任務過程中可能使用到的各種附配件。此外，携行具中還有一套模塊化的帆布背包系統，供携行拆卸後的槍械，並可携帶多種附配件。存放槍械的攜帶盒裡，除了G28狙擊步槍以外，還容納有彈殼收集袋、消聲器、小零件及配件袋、槍口帽、保護帶、槍械清潔套件（包括通條、油刷、清潔刷、油壼、抺布、棉繩等）、每個彈匣袋兩個20發彈匣、安裝光學狙擊鏡和組件用途的力矩扳手、四個導軌護蓋、三個可裝兩個20發彈匣的彈匣袋以及一本使用手冊。而附配件存放攜帶盒中，放置有一套槍背帶、狙擊鏡袋、袖袋、前握把、雷射瞄準器（萊茵金屬LLM225，附携行袋）、輕量型微光夜視鏡（Qioptiq Merlin Long Range）、L3-Insight被動紅外觀察裝置（CNVD-T3）、激光測距儀（德國耶拿HLR15）和備用电池組。

## 衍生型
G28
制式型。被德國聯邦國防軍所採用。
G28E2
為G28的基本型。使用的標準設置為德國施密特-本德爾警用神槍手二型3—20×50 G28型可變倍光學狙擊鏡，折疊式兩腳架與其他可安裝的各種附屬設備，槍托可調節。
G28E3
為G28的巡邏或“偵察”用途的輕量化型號，使用的標準設置為德國施密特-本德爾警用神槍手二型1—8×24 G28低倍率可變倍光學狙擊鏡、短護木、與HK417相同的槍托，可說是G28E2的輕量化型號。
G28E
為了參與2012年美国陆军緊湊型半自動狙擊系統（Compact Semi-Automatic Sniper System，CSASS）計劃的採用試驗而研發的輕量化型號。順帶一提，雖命名為“G28E”，但卻是在上述的-E2型與-E3型以後研發及推出的型號。
以G28E3為藍本，但護木上具有自2013年流行起來的KeyMod型導軌系統以減輕護木重量，同時裝上了由OSS公司研製的模組化抑制器。下機匣來自HK417A2／MR308A3，只是修改了槍機釋放、彈匣卡筍和快慢機，扳機後方還新增了扳機止動螺釘。
G28Z
為G28民用型，配置同G28 E2，於美國以外地區發售，保留設有儲物空間的V7握把。
M110A1
於2016年4月Heckler & Koch證實G28的輕量化版本G28E贏得了美國陸軍緊緻半自動狙擊系統計畫的合約用以替換M110半自動狙擊手系統。
該型號被定名為M110A1，為達成要求的重量上槍匣改為鋁合金而不是原來的不銹鋼，空槍不含彈匣重3.8公斤（8.4磅），包含彈匣和配件大約為6.8公斤（15磅）；M110A1配有Geissele的M-LOK附件安裝界面護木、施密特-本德爾的3–20×50 PM II Ultra Short瞄準鏡、Geissele的鏡座、OSS的SRM6消音管、Harris的6-9英吋雙腳架和轉接座及具有可調整式貼腮的伸縮拖。
於2018年5月美國海軍陸戰隊將開始接收M110A1也用來取代M110。
DMR762
執法機關的型號。使用的標準設置為德國施密特-本德爾警用神槍手二型3—20×50可變倍光學狙擊鏡，標準彈匣容量為10發，據說獲德國聯邦警察採用。
最初是以作為G28的原型MR308為藍本研發而成，但基本配備上與G28E2相同，消焰器與HK417相同，沒有配備導氣調節器和可調節式槍托，還有其他的差異。

## 使用國
- 法國
  - 法國陸軍（標準型）
- 德国
  - 德國聯邦國防軍（標準型，命名為「G28」）[12][13]
- 日本
  - 陸上自衛隊（標準型）[14]
- 荷蘭
  - 荷蘭武裝部隊
  - 荷蘭警察部隊（英语：Law enforcement in the Netherlands）特別干預局（英语：Dienst Speciale Interventies）
- 波蘭
  - 波蘭武裝部隊特種軍司令部（英语：Polish Special Forces）（標準型）[15]
- 葡萄牙
  - 葡萄牙武裝部隊（標準型）[16]
- 沙烏地阿拉伯
  - 特別安全部隊
- 斯洛維尼亞
  - 特警單位
- - 大韓民國陸軍第707特殊任務團
  - 大韓民國警察廳警察特攻隊
- 土耳其
  - 憲兵特別行動司令部（標準型）
- 乌克兰
  - 烏克蘭武裝部隊（G28E）[17]
- 英国
  - 偵察傘兵突擊隊（巡邏型、標準型）
- 美国
  - 美國陸軍（G28E命名為M110A1緊湊型半自動狙擊系統，計劃訂購3,643枝）[18][19]
  - 美國海軍陸戰隊（G28E命名為M110A1緊湊型半自動狙擊系統）

## 流行文化

### 電子遊戲
- 2013年—：型號為E3（巡邏型），命名為「MR-28」，卡其色槍身，載彈量分別為20發（戰役模式）、24發（聯機模式，可使用改裝：延長彈匣增至36發）和8發（滅絕模式，可使用改裝：延長彈匣增至12發）彈匣，初始攜彈量為100發（戰役模式）、48發（聯機模式）和24發（滅絕模式），最高攜彈量為120發（戰役模式）、144發（聯機模式）和64發（滅絕模式），裝有預設狙擊鏡和前握把。戰役模式之中由美國精銳部隊「魅影」（Ghosts）成員勞根·沃克（Logan Walker）和基岡·P·拉斯（Keegan P. Russ）所使用；聯機模式時可以使用機械瞄具、紅點鏡、ACOG光學瞄準鏡、全息瞄準鏡、熱能探測混合式瞄準鏡、追蹤器瞄準鏡、消焰器、消音器、制退器、延長彈匣、穿甲彈、三發點放；滅絕模式時亦可使用。
- 2017年—《少女前線》：作為4星角色，出現於重型製造以及2017冬季活動。
- 2018年—《无限法则》
- 2017年—：型號為G28E2，歸類為特等射手步槍，命名為「HK G28 7.62×51 marksman rifle」，可以從Peacekeeper LL3信用度下以1張泰拉集團實驗室的鑰匙卡購買原裝的槍支，也可以從Scav頭目Shturman身上掠奪，值得一提的是Shturman身上的通常配備了沙色塗裝的施密特-本德爾 PM II 1-8×24 30mm瞄準鏡，HK 417 E2款的沙色槍托。該遊戲目前只提供16.5吋的槍管, 槍托亦只能使用HK417自動步槍專用的款式。護木可以選擇原裝的延長版, 或者巡邏型的短護木；彈匣可以選用10發或者20發的HK417專用彈匣。手槍握把與AR-15/M4A1系列相通。

### 生存遊戲
- 2015—《VFC 巍嘉國際》：型號為G28（巡邏型）為2015年先行在歐美地區推出的電動槍（AEG），亞洲地區則是在稍晚的半年後推出，則氣動版本（GBB）則是在2016年初在歐美地區搶先推出，亞洲則是在一年後的2017年才推出，而只有電槍版（AEG）本才擁有黑色及卡其色（Ral8000）兩色，氣動（GBB）版本則只有Ral8000單色，而以上兩種動力所含配件都是一樣的擁有：417護木片兩片（開孔、未開孔）、HK樣式前握把、G28專用鏡座（34/30毫米）、G28 1-1/4”軌道背帶環、Mirco T-1鏡座、G28腳架座、DUTY BIPOD腳架（4寸）、VFC 1,300毫米大型槍箱（歐美氣動版本僅以HK標準紙盒包裝並無槍箱）以上配件都是以槍枝本體顏色做搭配，而在台灣販售版本比其他地區便宜上了NTD:5~7000（以亞洲其他地區及歐美地區做比較）。

## 圖集

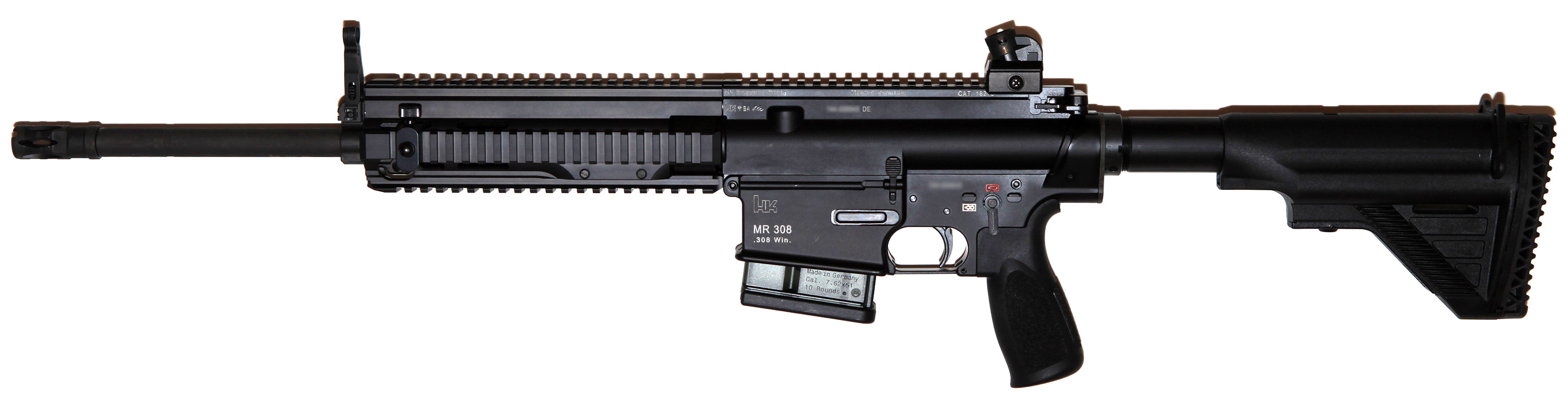
MR 308，為HK417的民用型，以及G28的藍本
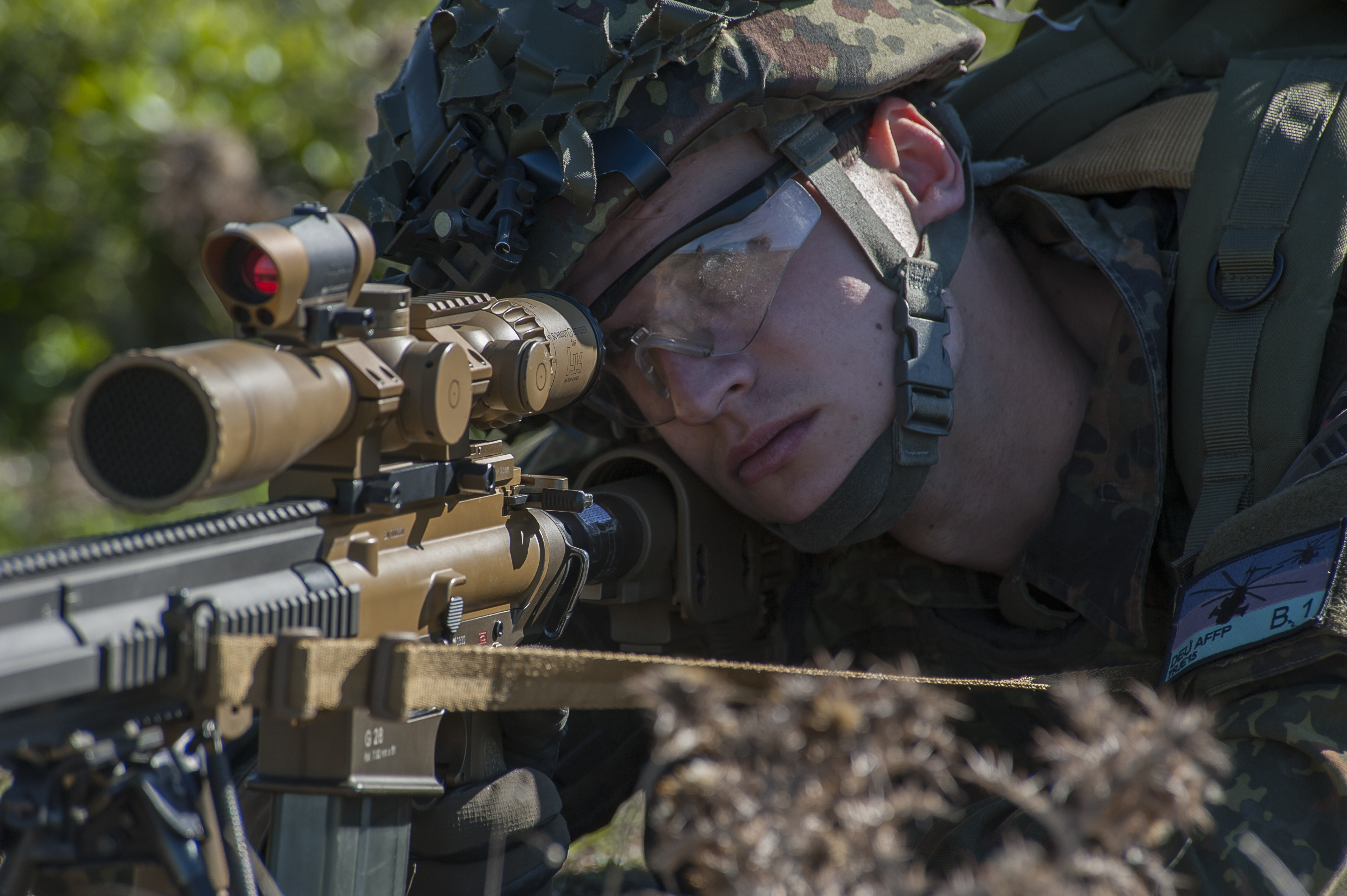
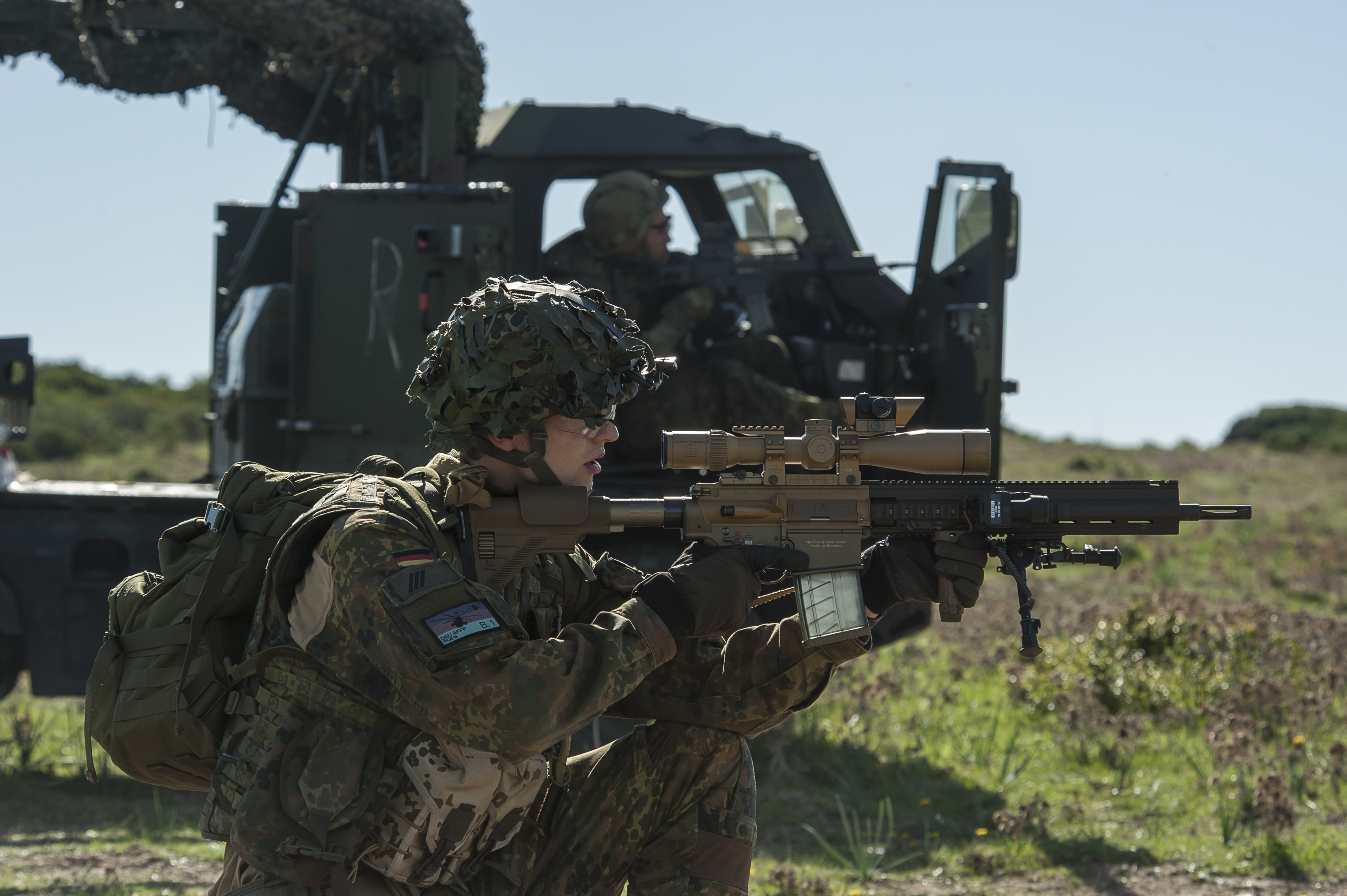
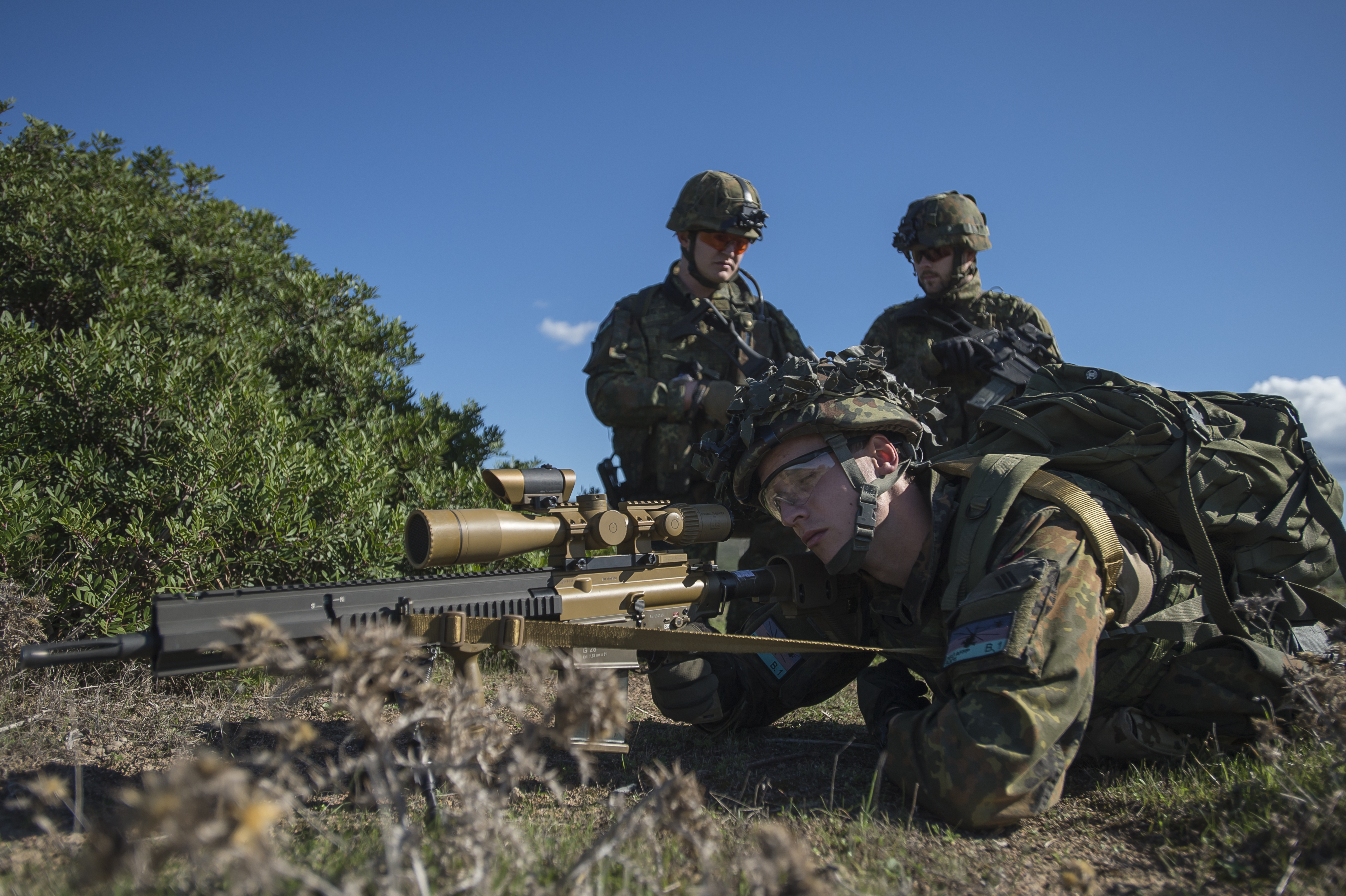
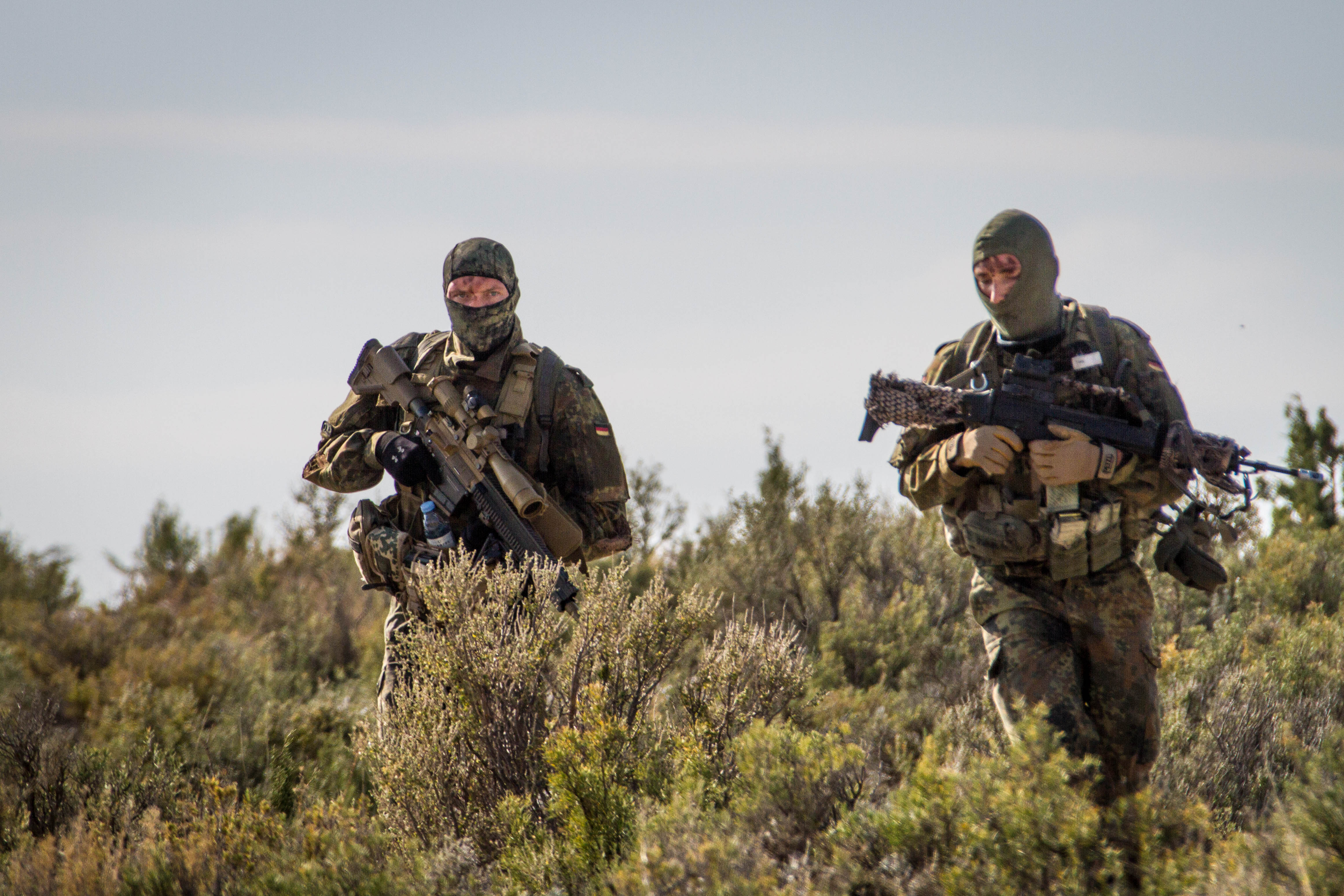

## 資料來源
1. 1 2 3 4 5 6 7 8  .   [2012-07-23]. （原始内容存档于2012-06-29）.
2. ↑  G28 Marksman rifle Heckler & Koch Data Sheet （页面存档备份，存于）, abgerufen am 8. Januar 2012
3. ↑  .   [2016-04-10]. （原始内容存档于2016-04-26）.
4. 1 2  SOLDIER SYSTEMS＞SHOT Show – H&K G28E （页面存档备份，存于）（2016年2月29日閲覧）
5. 1 2  .   [2012-07-23]. （原始内容存档于2013-04-26）.
6. ↑  "STRATEGIE & TECHNIK"-Blog.＞(S)HOTwash 2016 - erste Eindrücke von der SHOT Show im Schnelldurchgang.Montag, 25. Januar 2016 （页面存档备份，存于）
HK G28E mit OSS-Schalldämpfer. Foto: JPW （页面存档备份，存于）
7. ↑  .   [2016-04-10]. （原始内容存档于2016-03-07）.
8. ↑  Jahner, Kyle. . Army Times. April 8, 2016  [June 9, 2016]. （原始内容存档于2019-10-17）. The gun will replace the M110 made by Knight's Armament as a culmination of the Army's desire for a shorter, lighter rifle that didn't sacrifice accuracy or performance.
9. ↑  Nathaniel F. . The Firearm Blog. January 18, 2017  [May 31, 2017]. （原始内容存档于2017-06-01）.
10. ↑  . Soldier Systems Daily. January 23, 2017  [May 31, 2017]. （原始内容存档于2017-06-24）.
11. ↑  The Marines just switched their main sniper rifle ― look what’s next （页面存档备份，存于）. Military Times. 9 April 2018.
12. ↑  .   [2012-07-23]. （原始内容存档于2012-07-07）.
13. ↑  . armyrecognition.com. September 2011  [2012-01-08]. （原始内容存档于2011-12-24）.
14. ↑  .   [2023-02-15]. （原始内容存档于2023-03-18）.
15. ↑  .   [2015-12-19]. （原始内容存档于2015-12-22）.
16. ↑  .   [2015-12-19]. （原始内容存档于2015-12-22）.
17. ↑  .   [2024-11-20]. （原始内容存档于2025-01-08）.
18. ↑  H&K confirms: This is the Army's new and improved sniper rifle Archive.today的存檔，存档日期2022-05-25 - Armytimes.com, 8 April 2016
19. ↑  Daniel Wasserbly. . janes.com. 2016-04-06  [2016-04-09] （英语）. |periodical=和|work=只需其一 (帮助)
 （页面存档备份，存于） .   [2016-04-10]. 原始内容存档于2016-04-10.

## 外部連結
- （英文）—Heckler & Koch :: Product Overview—G28（页面存档备份，存于）
- （英文）—G28 7.62x51mm NATO rifle HK Heckler & Koch
- （英文）—Gun Digest - We Know Guns So You Know Guns—SHOT Show 2012Archive.today的存檔，存档日期2013-04-26
- （英文）—The Firearm Blog.com—
  - Bundeswehr G28 Designated Marksman Rifle（页面存档备份，存于）
  - H&K G28 DMR Rifle: Accuracy Meets Firepower（页面存档备份，存于）
  - H&K G28 Deployed in Afganistan（页面存档备份，存于）
  - H&K G28 DMR Photos（页面存档备份，存于）
  - The B&T APC-9 Submachine Gun, VP9 Pistol And Others (B&T Police & Military Day 2015) ［PHOTO HEAVY］（页面存档备份，存于）
  - BREAKING: H&K Wins CSASS Competition with G28E（页面存档备份，存于）
  - POTD: H&K Goodness In RAL8000（页面存档备份，存于）
- （英文）—Tactical Life.com—
  - HK G28 7.62mm（页面存档备份，存于）
  - HECKLER & KOCH G28 DMR 7.62mm（页面存档备份，存于）
  - Heckler & Koch Awarded $44.5M Army Sniper Rifle Contract（页面存档备份，存于）
- （英文）—Modern Firearms—Heckler – Koch HK G28 designated marksman / sniper rifle（页面存档备份，存于）
- （英文）—Guns Holsters and Gear—H&K G28 Marksman Rifles
- （英文）—Popular Airsoft—Meet The Bundeswehr's New Designated Marksman Rifle（页面存档备份，存于）
- （英文）—Ammo Land—H&K G28 Marksman Rifles（页面存档备份，存于）
- （英文）—Officer.com－G28 Marksman Rifles from HECKLER & KOCH（页面存档备份，存于）
- （简体中文）—D Boy Gun World（槍炮世界）—G28步枪（页面存档备份，存于）